# Paula Usero
Pour les articles homonymes, voir Usero.
Paula Usero, née le 22 octobre 1991 à Valence, est une actrice espagnole.

## Biographie
Paula Usero est connue pour son rôle d'Inés dans la série télévisée Velvet Colección.
Elle est également connue pour son rôle de Luisita Gómez dans la série télévisée Amar es para siempre.
Le couple formé par Luisita et Amelia (Carol Rovira) est nommé par le mot-valise Luimelia par les fans,.

## Filmographie

### Comme actrice
- 2013 : Echoes by Skimoes (court métrage) : la bibliothécaire
- 2016 : L'Olivier (El olivo) : Adelle
- 2016 : Filter (court métrage) : Sofía
- 2017 : Irene's Love (court métrage) : Irene
- 2018 : Paquita Salas (série télévisée) : Charlotte García
- 2017-2018 : Velvet Colección (série télévisée) : Inés (20 épisodes)
- 2019 : Justo antes de Cristo (série télévisée) : Rosaura
- 2018-2019 : Amar es para siempre (série télévisée) : Luisita Gómez (16 épisodes)
- 2020 : Le mariage de Rosa de Icíar Bollaín : Lidia
- 2021 : La Cuisinière de Castamar : Elisa
- 2025 : The Lady's Companion : Josefina

### Comme productrice
- 2014 : Golpe de Efecto: Rubick (court métrage)